# Attentats de Beyrouth du 12 novembre 2015
À Beyrouth (Liban), le 12 novembre 2015, durant le conflit au Liban, deux attentats-suicides quasi simultanés frappent le quartier chiite de Bourj el-Barajneh contrôlé par le Hezbollah. Les deux attentats sont revendiqués par l'organisation de l'État islamique.

## Déroulement des attentats
Alors que la journée du 12 novembre 2015 marquait la première réunion de la chambre des députés libanais depuis plus d'un an, et que le Hezbollah n'avait pas été visé par des attentats sur le sol libanais durant cette même période, deux attentats-suicides quasi simultanés se produisent,. Les attaques ont été menées en fin d'après-midi, à une heure de pointe, alors que cette rue commerçante était bondée.
Le premier, provoqué par un deux-roues piégé par une charge explosive de sept kilos, est dirigé contre un centre communautaire chiite et une boulangerie. Le deuxième, quelques minutes plus tard, est déclenché par un « kamikaze » équipé d'une ceinture explosive de deux kilos au milieu de la foule qui était en train de se rassembler pour aider les blessés. Des témoignages ultérieurs affirment qu'un riverain du nom d'Adel Termos s'est jeté sur lui pour le maîtriser et l'empêcher d'actionner son dispositif, coûtant la vie à ce dernier, mais sauvant de nombreuses autres vies en l'empêchant d'atteindre sa cible, la mosquée,. Originaire de Tallouseh (en) au Sud-Liban, Adel Termos travaillait comme mécanicien automobile à Beyrouth,,. Il laisse derrière lui sa femme, Basma, sa fille de six ans, Malak, et son fils de deux ans, Akram.
Les forces armées libanaises annoncent avoir trouvé le cadavre d'un autre djihadiste, qui aurait également dû se faire exploser, mais qui a été tué par le deuxième attentat sans que cela ne déclenche ses propres explosifs,,. D'autres sources locales affirment qu'un quatrième kamikaze aurait été arrêté par le Hezbollah avant de se faire exploser.
Ces attentats sont revendiqués quelques heures plus tard par l'organisation État islamique dans les termes suivants : « Dans le cadre d'une opération de sécurité qualitative facilité par Allah le Très-Haut, les soldats du califat ont pu garer un vélo chargé d'explosifs et le faire exploser sur un rassemblement de polythéistes râfidhites dans la rue connue sous le nom d'« Al-Husseiniya », dans le quartier de Bourj al-Barajneh, situé dans la banlieue sud de Beyrouth, fief du Hezb Al-Lat râfidhite. Après que les apostats se soient rassemblés sur le lieu des deux attentats, l'un des chevaliers du martyre — qu'Allah l'accepte — a fait exploser sa ceinture explosive au milieu d'eux, tuant plus de quarante personnes et en blessant deux cents, et à Allah appartient la louange. Que les râfidhites apostats sachent que nous ne nous reposerons pas tant que n'aurons pas vengé l'honneur du Prophète, qu'Allah le bénisse et lui accorde la paix, et de ses compagnons, qu'Allah soit satisfait d'eux, et la louange appartient à Allah, Seigneur des mondes ».

## Enquête

### Les responsables identifiés
Trois jours après le double attentat-suicide de Bourj el-Brajneh, le ministre de l'Intérieur libanais, Nohad Machnouk annonce l'identification par les services de renseignement des membres du réseau responsable, composé en tout de sept kamikazes. Il annonce également l'arrestation de neuf personnes, dont sept Syriens et deux Libanais, en lien avec ces attentats. L'un d'entre eux auraient été arrêté équipé d'une ceinture explosive qui a été arrêté à Tripoli.
Le 26 novembre 2015, Abdessalam el-Hendaoui, l'homme qui gérait le transport des kamikazes de Raqqa vers le Liban, via l'axe routier Palmyre-Qaryatayn, est tué dans une opération conjointe de l'armée syrienne et du Hezbollah dans le gouvernorat de Homs en Syrie,.
En août 2018, 38 personnes au total sont jugés pour leur implication dans ce double attentat (notamment aide logistique et vente d'armes) et sont condamnées à des peines de mort, de travaux forcés, et de prison.

### Les causes

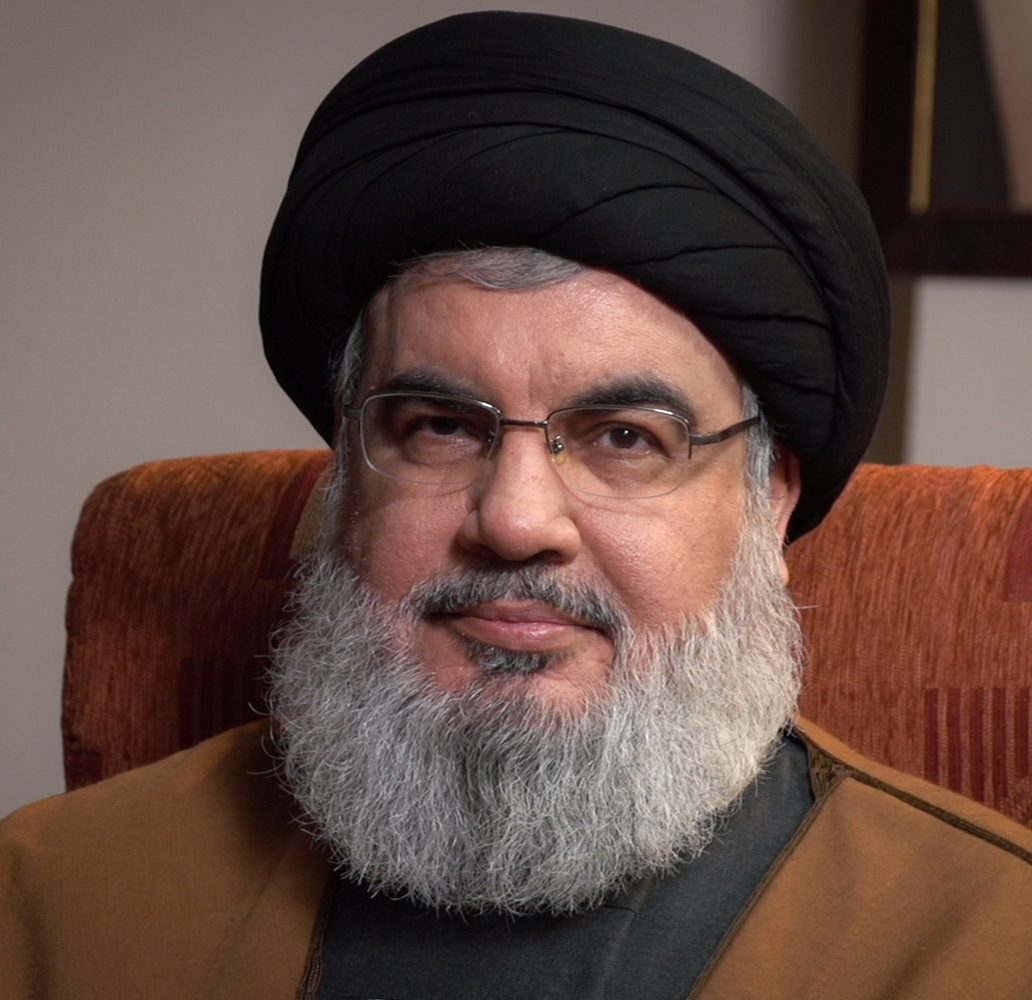
Hassan Nasrallah, secrétaire général et guide religieux du Hezbollah.

Ces attentats sont des représailles à l'implication du Hezbollah dans le conflit syrien au côté du régime de Bachar el-Assad, contre qui Daech est en guerre,,. Un mois auparavant, le chef de cette organisation Hassan Nasrallah avait de défendu son implication en Syrie, en parlant d'une bataille « essentielle et décisive ».
En outre, le nombre très important de réfugiés syriens accueillis par le Liban rend ce pays vulnérable au débordement de ce conflit sur son territoire. Au sein même de la populations libanaise, ce conflit est clivant, les chiites étant majoritairement en faveur du régime syrien alors que les sunnites sont majoritairement partisans de la rébellion qui cherche à le renverser.

### Les cibles
Le quartier de Bourj el-Brajneh, situé dans la banlieue sud de Beyrouth est le fief du Hezbollah.
Malgré son bilan élevé, cet attentat a raté ses objectifs. qui étaient l'hôpital Rassoul el-Aazam tenu par le Hezbollah, et la mosquée de l'imam Hussein, où des hommes se rassemblent les jeudis soirs pour réciter le Do`â’ Komayl,,. En raison notamment de la difficulté de circuler dans un quartier surpeuplé, du risque de se faire repérer, et des barricades de sécurité dressées autour de l'hôpital, les terroristes visant ce complexe auraient décidé de hâter leur attentat-suicide en pleine rue, devant le souk. Quant à celui qui visait la mosquée, il a été maîtrisé avant de pouvoir l'atteindre.
Le suspect équipé d'une ceinture explosive arrêté à Tripoli aurait pour sa part déclaré que son objectif était de commettre un attentat-suicide dans le quartier alaouite (branche du chiisme proche de celle du Hezbollah) de Jabal Mohsen.

### Les victimes
Le bilan annoncé par la Croix-Rouge libanaise au lendemain de l'attentat est de 43 morts et 239 blessés. L'un des blessés succombe à ses blessures trois semaines plus tard, portant le nombre de tués à 44.
Des hommages se multiplient en réaction au sacrifice d'Adel Termos, garagiste de 31 ou 32 ans et père de deux jeunes enfants, qui s'est jeté sur le deuxième kamikaze pour le maîtriser,,,. Même si ce dernier a quand-même réussi à actionner sa charge explosive, il ne l'a fait qu'après avoir été plaqué au sol, tandis que le corps de son obstructeur aurait permis de contenir la déflagration. Quelques jours plus tard, c'est le vice-président du conseil exécutif du Hezbollah, Nabil Qaouk, qui récite son oraison funèbre dans la Hosseiniyeh de son village natal de Tallouseh (en).

## Réactions
Beaucoup de réactions diplomatiques parviennent des autres pays du monde, durant la soirée du 12 novembre et le matin du 13 novembre 2015, pour exprimer le soutien des gouvernements étrangers au Liban.
Le président français François Hollande exprime son « indignation » et son « effroi » face à un « acte abject », tandis que Laurent Fabius assurait que la France se tiendrait « aux côtés des autorités et du peuple libanais dans leur combat contre le terrorisme » et qu'« Elle apporte son soutien au travail effectué par le gouvernement et les forces de sécurité libanaises et réitère son plein appui à la stabilité, à l'unité et à l'intégrité territoriale du Liban ». L'ambassade au Liban de l'Iran, principal soutien étranger au Hezbollah, déclare que ces attentats démontrent « une fois de plus la barbarie des groupes terroristes ».

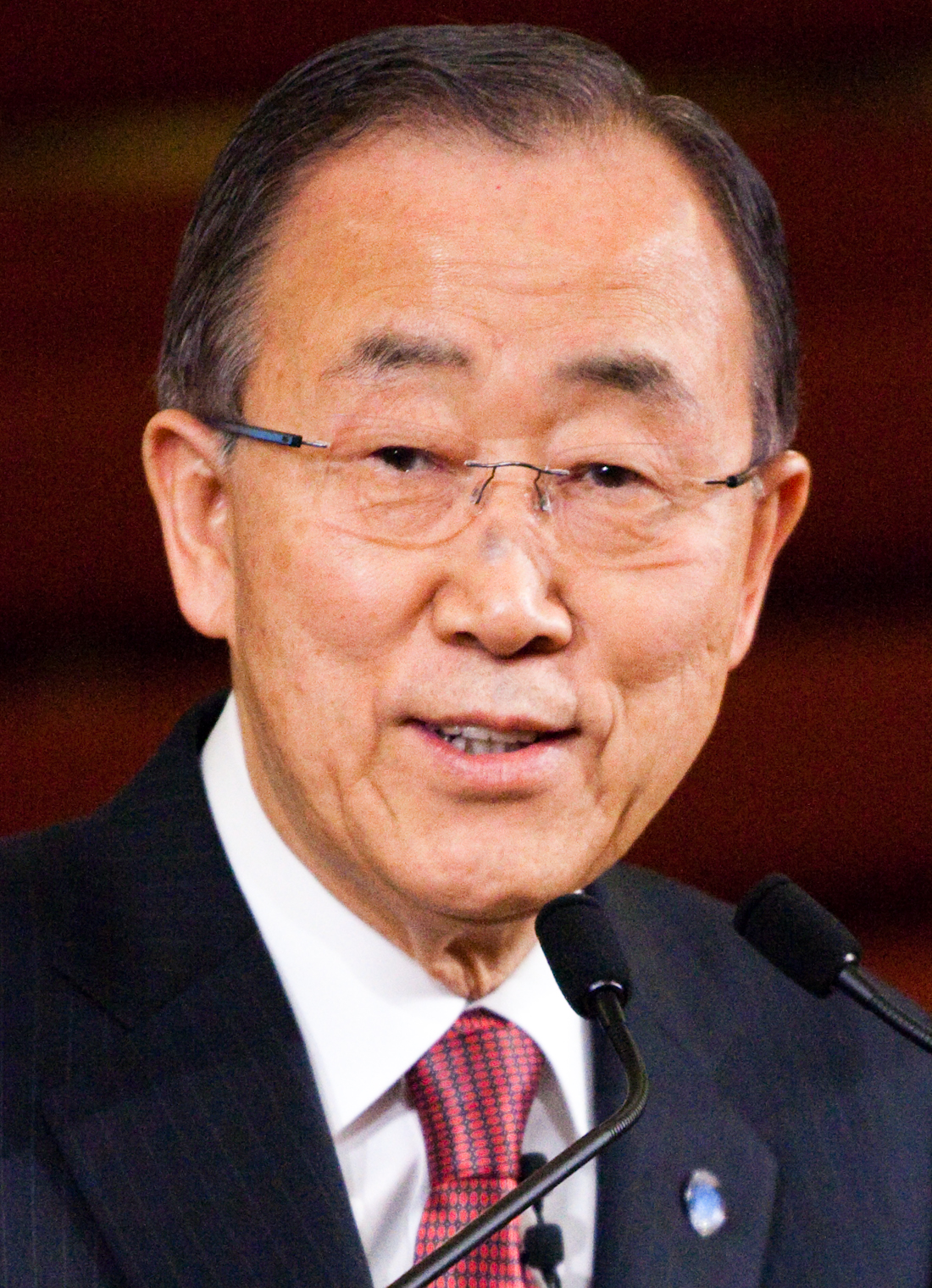
Ban Ki-moon, Secrétaire général des Nations unies de 2007 à 2016

Le secrétaire général des Nations unies Ban Ki-moon dénonce un « acte méprisable », et appelle les Libanais à « continuer d’œuvrer pour la sécurité et la stabilité » du pays.
Parmi les responsables religieux, le nonce apostolique (en) représentant du Vatican Gabriele Caccia, l'archevêque maronite de Beyrouth, Boulos Matar (en), et le cheikh Bachir al-Najafi (en), dignitaire religieux chiite irakien, se joignent à la condamnation de ces attentats et expriment leur solidarité au Liban.
Parmi les autres personnalités médiatiques, les actrices Salma Hayek et Angelina Jolie, ainsi que les footballeurs Bastian Schweinsteiger et Cesc Fabregas, ont exprimé leur solidarité au Liban.
Cependant, dans les pays occidentaux, cet attentat est grandement éclipsé par ceux de Paris, dès la soirée du 13 novembre. Les manifestations de solidarité envers les Parisiens dépassent rapidement en intensité celles en faveur des Libanais, et relativement peu de manifestations rendent hommage à la fois aux attentats qui ont eu lieu dans les deux capitales. La différence de médiatisation et d’indignation provoquée par ces deux attentats est notamment illustrée par la mise à disposition par le groupe Facebook de sa fonctionnalité « safety check » à Paris le 13 novembre, et non à Beyrouth la veille. Son fondateur Mark Zuckerberg s'en est toutefois expliqué en déclarant que cette application, initialement conçue pour les catastrophes naturelles, n'avait été élargie à tous les désastres humains que le 13 novembre après les attentats de Paris, et garderait désormais cette utilisation.